# Satyrus enervata
Satyrus enervata är en fjärilsart som beskrevs av Otto Staudinger 1881. Satyrus enervata ingår i släktet Satyrus och familjen praktfjärilar. Inga underarter finns listade.